# Marchinha do vestibular
A "Marchinha do vestibular" é uma canção do cantor de carimbó e lambada Aurino Quirino Gonçalves, mais conhecido como Pinduca, composta pelo professor Aluap de Lacran no final da década de 1970, com produção e arranjo do próprio intérprete.
Esta é, talvez, a sua música mais famosa e está presente em quase todos os seus álbuns. A faixa é normalmente executada durante o resultado dos aprovados em instituições de ensino superior do estado do Pará, sendo considerada o "hino do vestibulando".

## Composição e produção
| “ | "Alô, alô, alô papai, alô mamãe; Ponha a vitrola pra tocar, podem soltar foguetes, que eu passei no vestibular" | ” |

A ideia de compor a "Marcinha do vestibular" veio a partir da observação do professor Lacran durante os dias de listão dos aprovados, nos quais acontecia os tradicionais rituais de passagem, como o corte de cabelo, a explosão de fogos de artifício, por exemplo. A canção foi apresentada pela primeira vez ao vivo por Pinduca durante um baile de carnaval do Círculo Militar, com a maioria do público composta por jovens.